# Passogo
Passogo est une localité située dans le département de Ouahigouya de la province du Yatenga dans la région Nord au Burkina Faso.

## Géographie
Passogo est situé à 10 km au sud-ouest de Ouahigouya et à 4 km au sud-ouest de Sissamba. Le village est traversé par la route nationale 10 reliant Ouahigouya à Bobo-Dioulasso.

## Santé et éducation
Le centre de soins le plus proche de Passogo est le centre de santé et de promotion sociale (CSPS) de Sissamba tandis que le centre hospitalier régional (CHR) se trouve à Ouahigouya.